# Coupe des Pays-Bas masculine de handball
La Coupe des Pays-Bas masculine de handball est une compétition de handball créée en 1978, la compétition se joue avec les équipes masculines de toutes les divisions confondues.
L'équipe la plus titrée est le HV KRAS/Volendam qui compte 8 trophées à son actif.

## Palmarès
| Édition | Saison    | Champion           |
| ------- | --------- | ------------------ |
| 01      | 1978/1979 | HV Sittardia       |
| 02      | 1979/1980 | HV Sittardia       |
| 03      | 1980/1981 | HV Sittardia       |
| 04      | 1981/1982 | HV De Gazellen     |
| 05      | 1982/1983 | V&L Handbal Geleen |
| 06      | 1983/1984 | HV Sittardia       |
| 07      | 1984/1985 | V&L Handbal Geleen |
| 08      | 1985/1986 | Blauw-Wit Neerbeek |
| 09      | 1986/1987 | HV Aalsmeer        |
| 10      | 1987/1988 | E&O Emmen          |
| 11      | 1988/1989 | HV Aalsmeer        |
| 12      | 1989/1990 | Hermes La Haye     |
| 13      | 1990/1991 | Hermes La Haye     |
| 14      | 1991/1992 | E&O Emmen          |
| 15      | 1992/1993 | Blauw-Wit Neerbeek |
| 16      | 1993/1994 | V&L Handbal Geleen |
| 17      | 1994/1995 | HV Sittardia       |
| 18      | 1995/1996 | E&O Emmen          |
| 19      | 1996/1997 | HV Sittardia       |
| 20      | 1997/1998 | HV Aalsmeer        |
| 21      | 1998/1999 | E&O Emmen          |
| 22      | 1999/2000 | HV Aalsmeer        |

| Édition | Saison    | Champion                |
| ------- | --------- | ----------------------- |
| 23      | 2000/2001 | HV Sittardia            |
| 24      | 2001/2002 | E&O Emmen               |
| 25      | 2002/2003 | E&O Emmen               |
| 26      | 2003/2004 | HV Aalsmeer             |
| 27      | 2004/2005 | HV Tachos Waalwijk      |
| 28      | 2005/2006 | HV KRAS/Volendam        |
| 29      | 2006/2007 | HV KRAS/Volendam        |
| 30      | 2007/2008 | HV Aalsmeer             |
| 31      | 2008/2009 | HV KRAS/Volendam        |
| 32      | 2009/2010 | HV KRAS/Volendam        |
| 33      | 2010/2011 | JMS Hurry-Up Zwartemeer |
| 34      | 2011/2012 | HV KRAS/Volendam        |
| 35      | 2012/2013 | HV KRAS/Volendam        |
| 36      | 2013/2014 | HV KRAS/Volendam        |
| 37      | 2014/2015 | OCI Limburg Lions       |
| 38      | 2015/2016 | OCI Limburg Lions       |
| 39      | 2016/2017 | OCI Limburg Lions       |
| 40      | 2017/2018 | Bevo HC                 |
| 41      | 2018/2019 | HV KRAS/Volendam        |
| 42      | 2019/2020 | annulée                 |

## Bilan
| Club                    | Nombre | Titres                                                                   |
| ----------------------- | ------ | ------------------------------------------------------------------------ |
| HV KRAS/Volendam        | 8      | 2005/06, 2006/07, 2008/09, 2009/10, 2011/12, 2012/13, 2013/14, 2018/2019 |
| HV Sittardia            | 7      | 1978/79, 1979/80, 1980/81, 1983/84, 1994/95, 1996/97, 2000/01            |
| E&O Emmen               | 6      | 1987/88, 1991/92, 1995/96, 1998/99, 2001/02, 2002/03                     |
| HV Aalsmeer             | 5      | 1986/87, 1988/89, 1997/98, 1999/00, 2003/04, 2007/08                     |
| Limburg Lions           | 3      | 2014/15, 2015/16, 2016/17                                                |
| V&L Handbal Geleen      | 3      | 1982/83, 1984/85, 1993/94                                                |
| Blauw-Wit Neerbeek      | 2      | 1985/86, 1992/93                                                         |
| Hermes La Haye          | 2      | 1989/90, 1990/91                                                         |
| HV De Gazellen          | 1      | 1981/82                                                                  |
| HV Tachos Waalwijk      | 1      | 2004/05                                                                  |
| JMS Hurry-Up Zwartemeer | 1      | 2010/11                                                                  |
| Bevo HC                 | 1      | 2017/18                                                                  |